# Every Little Thing Concert tour 2009〜2010 "MEET"
『Every Little Thing Concert tour 2009〜2010 "MEET"』（エブリーリトルシング・コンサート・ツアー・2009～2010 ミート）は、日本の音楽ユニットEvery Little Thingが開催したコンサートツアー及び、2010年8月25日にリリースしたDVD作品。

## 解説
ライブ映像作品としては『Every Little Thing X'mas Concert 2008』以来で約1年ぶりとなる。
2009年10月から2010年3月にかけて行なわれた全国ツアー。全33公演。それまでのコンサートツアーと異なり、特にオリジナルアルバムにからんだツアーとはなっていない。
ツアー期間中にベスト・アルバム『Every Best Single 〜COMPLETE〜』、ツアーファイナルの東京公演前（2010年3月27・28日）に、オリジナル・アルバム『CHANGE』が発売されている。
2010年3月27・28日の東京公演には12年ぶりに元メンバーの五十嵐充がサプライズ・ゲストとして登場し、ELTツアー史上初のキーボード3名での演奏が実現した。3月28日の最終公演では、登場時に持田香織のバースデーケーキを持ち込んで登場（サポートメンバーの林の演奏を合図に登場）。さらに、サプライズはもう一つあり、伊藤の合図で5,000人の観客が人文字で持田のバースデーを祝い、持田は嬉しさのあまり号泣した（持田の誕生日はこの公演の4日前）。
五十嵐がケーキを持って登場したとき、持田はサポート・キーボーディストの林真史がこの日誕生日だったので、林のバースデーケーキと思い込んでいた（林のバースデーケーキはその日の本番前リハーサルで渡されていた）。なお、このサプライズ演出は持田以外のメンバー・スタッフおよび会場内の観客全員知っていた（観客は、サプライズについての用紙と紅白ボードを配布され、開演前にマネージャーからサプライズの説明と練習が行われた）。
このツアーで、長らくライブで演奏されていなかった「Over and Over」が最終曲として演奏された（通常のツアーではこの曲のインストがエンディングで使われているが、このツアーでは、バックモニターのメッセージの後、ピアノのオリジナルエンディングに合わせてクレジットコールが流れた）。
2010年3月7日の沖縄コンベンション劇場公演では、持田が終演後の場内アナウンスコールをサプライズで行い、会場内に残っていた観客を驚かせた（「裏MEET Vol.3」に収録）。

## 収録曲
1. Pray
2. あたらしい日々
3. Medley Face the change〜Feel My Heart〜FOREVER YOURS
4. Time goes by
5. スイミー
6. ソラアイ
7. 鮮やかなもの
8. fragile
9. キヲク
10. SWEET EMERGENCY
11. Future World
12. Free Walkin'
13. jump
14. 愛の謳
【Encore】
15. 冷たい雨
16. Change
17. Shapes Of Love
18. Dear My Friend
19. Over and Over